# غوريلا غربية
الغوريلا الغربية هي نوع من القردة العليا ينتمي إلى جنس الغوريلا، وهي تمثل مع الغوريلا الشرقية نوعي الغوريلا الوحيدَين في العالم.

## التصنيف
من حيث العدد، تنتمي جميع الغوريلات الغربية تقربياً إلى سلالة فرعيَّة منها تُسمَّى غوريلا السهول الغربية، إذ يبلغ تعداد غوريلات السهول الغربية حالياً نحو 95,000 نسمة. ومع أنَّه توجد سلالة فرعية أخرى من هذا النوع تدعى غوريلا الأنهر، إلا أنَّه يعتقد أنه لم يتبقَّى منها سوى 250 إلى 300 نسمة في وقتنا الحاضر.

## الوصف
تعد الغوريلا الغربية أقصر وأخفَّ وزناً بقليلٍ من نظيراتها الشرقية، كما أنها تعتبر أكثر نحالة ويبدو فروها أفتح لوناً بقليل من تلك. عادة ما يكون لون فراء غوريلا السهول الغربية رمادياً وتكون جباهها مصفرَّة. وهي تمتاز بنتوءٍ صغير يتدلَّى من حافة أنوفها. يبلغ متوسط طول ذكور الغوريلا الغربية 160 إلى 170 سنتيمتراً، وأما وزنها فنحو 140 كيلوغراماً، أما الإناث فيتراوح طولها من 120 إلى 140 سنتيمتراً، ووزنها من 60 إلى 80 كيلوغراماً. وأما الأرقام القياسية المسجَّلة لها من حيث الوزن فهي 200 و98 كلغم لكلٍّ من الجنسين على التوالي.